# Scherenschwanz-Nachtschwalbe
Die Scherenschwanz-Nachtschwalbe (Hydropsalis torquata, Syn.: Caprimulgus brasilianus, Caprimulgus psalurus) ist eine Vogelart aus der Familie der Nachtschwalben, die in Guyana, Suriname, Peru, Bolivien, Brasilien, Paraguay, Uruguay und Argentinien vorkommt. Der Bestand wird von der IUCN als nicht gefährdet (Least Concern) eingeschätzt.

## Merkmale
Die Scherenschwanz-Nachtschwalbe erreicht bei einem Gewicht von ca. 47,5 bis 63,0 Gramm eine Körperlänge von etwa 25 bis 30 cm ohne die 66 cm langen äußeren Steuerfeder der Männchen. Der vordere Oberkopf, der Oberkopf und Nacken des Männchens sind braun und gräulich weiß gesprenkelt. Die mittleren Federn sind breit schwarzbraun gestreift und auffällig gelbbraun gepunktet oder gefleckt. Dabei zieht sich ein breiter gelbbrauner Kragen um den Nacken. Der braune Rücken und Bürzel hat gräulich weißen Flecken. Die Oberschwanzdecken sind braun mit auffällig gräulich weißen Flecken. Der Schwanz hat eine charakteristische Form, wobei die äußeren Steuerfedern stark verlängert sind. Die nächsten Paar Steuerfedern nach innen sind ca. 12 cm  kürzer, das nächste Paare noch mal 2 bis 3 cm kürzer. Dafür sind die mittleren Steuerfedern wieder 1,5 bis 2,5 cm länger. Die äußersten Steuerfedern sind braun mit breiten weißlichen Spitzen und weiß an den Endsäumen der Außenfahnen und diagonalem Band auf der hinteren Hälfte der Innenfahnen. Die meisten der übrigen Steuerfedern sind braun, deutlich gelblich-weiß gebändert und haben an der Spitze eine sehr breite ca. 40 bis 50 mm gräulich zimtfarbene, braune Sprenkel, oft mit weißlicher Tönung. Die Schulterfedern sind schwärzlich braun mit gelbbraunen Flecken und breiten, gelbbraunen Säumen an den Außenfahnen. Die kleine Armdecken sind braun mit gelbbraunen Sprenkeln. Die Handdecken sind braun mit gelbbraunen Säumen und Flecken. Die restlichen Flügeldecken sind braun ebenfalls gelbbraun, aber auch gräulich weiß gefleckt und gesprenkelt. Die braunen Handschwingen sind an den äußersten Federn gelbbraun gesäumt, aber an der Basis der Außenfahnen nur halb. Die nächsten Armschwingenfedern sind gelbbraun gepunktet entlang der Fahnen mit Ausnahme der Spitze.  Die inneren Handschwingen sind speziell an den Innenfahnen gelbbraun gepunktet und haben eine schmale, gräulich-gelbe Spitze. Die Armschwingen sind braun, entlang der Innenfahnen mit gelbbraun gefleckt und haben gelbbraune oder blassen gelbbraune Spitzen. Die Schirmfedern sind braun und gräulich braun gesprenkelt. Die brauen Zügel und Ohrdecken sind von mit gelbbraunen Flecken durchzogen. Der Unterbartstrich ist weiß, das Kinn gelbbraun. Die hellgelbe oder weißliche Kehle ist gebändert oder braun gefleckt. Die Seiten der unteren Kehle ist oft dunkelbraun mit gelbbraunen Flecken. Die gelbbraune oder hell gelbbraune Brust hat schmale braune Streifen. Der gelbbraune oder hell gelbbraune Bauch und die Flanken sind gelbbraun sind breit braun gestreift. Die Unterschwanzdecken gelbbraun, normalerweise ohne Zeichnung. Die gelbbraunen Unterflügeldecken gelbbraun sind braun gebändert. Das erwachsenes Weibchen ähnelt dem Männchen, hat aber gelbbraunere Flügel. Die Unterschwanzdecken sind gebändert und es existiert kein weiß am Schwanz. Die äußersten Steuerfedern sind nicht verlängert und nur geringfügig länger. Die Steuerfedern sind im Allgemeinen braun und breit gebändert. Die Iris ist bei beiden Geschlechtern dunkelbraun bis braun, der Schnabel matt schwarz bis dunkelbraun mit schwarzer Spitze und Beine und Zehen bräunlich-grau, braun, rosa oder rötlich-grau.

## Lautäußerungen
Der Gesang der Scherenschwanz-Nachtschwalbe wird beschrieben als eine verlängerte Reihe von Tsips .....-Tönen, mit einem Ton pro Sekunde. Dies klingt wie die Laute einer Grille, manchmal auch minutenlang. Sie gibt auch ein dünnes, piepsendes Ti von sich. Dieser Gesang wird manchmal von einem tiefen, krächzenden Rhi-Rhi-Grrr begleitet, dass eine separate Vokalisierung oder vielleicht ein mechanisches Geräusch sein könnte. Diese Laute werden sowohl quer auf einem kleinen Ast oder einem anderen Untergrund sitzend, als auch im Flug, in der Dämmerung und im Morgengrauen, von sich gegeben. Zu den Rufen des Scherenschwanz-Nachtschwalbe gehört ein Flugruf, der wie ein extrem hohes Tsig klingt und der Stimme einer Grille oder Fledermaus ähnelt. Ebenso hört man ein leises Gackern und ein leises Knurren, das gelegentlich in einem Krächzen endet. Dieses wurde bei einem verletzten Vogel beobachtet und war möglicherweise ein Versuch ein Raubtier zu erschrecken. Während der Balz wurde von schnappenden Flügelgeräuschen der Männchen berichtet, während sie auf dem Boden sitzen. Das Männchen streckt die Flügel fast senkrecht nach oben und schließt sie dann rasch, wobei es eine Serie von bis zu fünf schnell wiederholten Geräuschen zwischen einem dumpfen Schlag und einem Zuschnappen erzeugt. Beim Auffliegen soll es zum Flügelrasseln kommen. Ein weiteres Geräusch, das vermutlich von den Flügeln erzeugt wird, ist ein gedämpftes Schlagen oder ein Rauschen, das wie bo, bo, bo, bo, bo ... klingt. Dieses hört man bei der schnellen Verfolgungen eines anderen Individuums oder manchmal auch am Boden.

## Fortpflanzung
Das Männchen der Scherenschwanz-Nachtschwalbe führt bei der Balz eine Flügelschlag-Darbietung auf. Bei dieser sitzt es beispielsweise in der Mitte einer schmutzigen Straße auf einer freien Fläche auf dem Boden. Bei dieser Balz streckt das Männchen die Flügel fast senkrecht nach oben und schließt sie dann schnell, wobei es eine Reihe von bis zu fünf sich schnell wiederholenden Lauten zwischen dem dumpfen Schlag und dem Zuschnappen von sich gibt. Manchmal verhält sich das balzende Männchen ruhig, manchmal scheint der Vogel jedoch leicht vom Boden abzuheben. Dabei fliegt es auch regelmäßig einige Meter, gibt bei der Landung ein Geräusch von sich und bewegt dann den Kopf nach vorne und oben, ein Verhalten, das es ein- oder zweimal wiederholt. Es kann vorkommen, dass es vom Balzplatz auf dem Boden auf einem niedrigen Ast wechselt. So eine Balz kann bis zu zwanzig Minuten dauern. Im südlichen Brasilien wurden Exemplare von September bis November in Brutstimmung beobachtet. Nester und Eier wurden in der gleichen Region vom späten November bis späten Dezember entdeckt. Aus Argentinien wurde von Nestern und Eiern von Anfang Oktober bis Anfang Dezember berichtet. Die Scherenschwanz-Nachtschwalbe baut kein Nest, sondern legt die Eier direkt auf den Boden. Ein entdecktes Nest befand sich auf fast nacktem Granitfelsen im Gebüsch an einem felsigen Hang, ein zweites Nest befand sich auf dem Boden in einem Hain einer nicht heimischen Akazienart. Ein Gelege besteht aus zwei Eiern. Die Eier sind hell braun, cremeweiß oder pink gelbbraun und mit dunkleren braunen und grauen Flecken und Sprenkeln verziert. Die Größe des Eies ist durchschnittlich 24,6 bis 30,8 mm × 17,9 bis 22,6. mm.

## Verhalten und Ernährung
Die Scherenschwanz-Nachtschwalbe ist nachtaktiv und sucht bei Ausflügen von der Warte oder am Boden nach Nahrung. Tagsüber ruht sie im Schatten auf nackter Erdflecken, entweder einzeln oder in Gruppen von bis zu drei Vögeln. Wenn sie aufgescheucht wird, fliegt sie unregelmäßig zwanzig bis dreißig Meter, bevor sie sich hinter Vegetation oder sich auf einem Baumstumpf oder Baumstamm niederlässt. In Not wippt sie hin und her oder öffnet und schließt den Mund. Die Scherenschwanz-Nachtschwalbe ernährt sich von Insekten. Zur Nahrung gehören Käfer, Schmetterlinge, Zweiflügler, Netzflügler, Schnabelkerfen, Ameisen, Goldwespen, Bienen, Heuschrecken, Termiten, Schaben, Fangschrecken und Singzikaden. Insbesondere Käfer scheinen ein wichtiger Baustein in ihrer Ernährung zu sein. Bei Untersuchungen von 17 Mageninhalten der Art enthielt praktisch jeder Käfer inklusive Aphodiinae, Bostrichidae, Brentidae, Carabidae, Cerambycidae, Chrysomelidae, Curculionidae, Ecotylidae, Elateridae, Geotrupidae, Hydrophilidae, Scarabaeidae und Tenebrionidae.

## Verbreitung und Lebensraum

Verbreitungsgebiet (grün) der Scherenschwanz-Nachtschwalbe

Die Scherenschwanz-Nachtschwalbe bevorzugt offene oder halboffene Lebensräume wie Sekundärwald, Trockenwald wie im Parque Estadual do Espinilho, Grasland, das hauptsächlich aus Gräsern, zusammen mit Kräutern, Kleinsträuchern, und gelegentlich Bäumen in geschwungener und hügeliger Landschaft mit variabler Bodenfruchtbarkeit besteht, saisonal feuchtes Grasland, Eukalyptus- und Akazienhaine, Waldränder, Weiden und Stadtparks. Sie hat sich in einigen Gebieten an vom Menschen verursachte Lebensraumveränderungen angepasst und kommt heute als verstreuter Vogel oder sogar in kleinen Gruppen häufig an Straßen in halboffenen Zonen vor. Dies gilt insbesondere für deren Grenzen oder sogar für Zuckerrohrfelder, beispielsweise am Rio Claro. So ist sie vom Tiefland in Höhenlagen bis auf 1100 Meter verbreitet, kommt in Peru aber lokal bis 1700 Meter vor. In Bolivien kann sie sogar bis auf 2700 Meter gesichtet werden.

## Migration
Die Scherenschwanz-Nachtschwalbe gilt allgemein als Standvogel, wird aber im südlichen Teil seines Verbreitungsgebiets als Zugvogel beschrieben. Das Ausmaß des Zugs dieser Art ist jedoch nicht gut dokumentiert. Im südlichen Winter verschwindet sie offenbar weitgehend aus Rio Grande do Sul, aber selbst dort können einige Exemplare das ganze Jahr über bleiben. Sie ist offenbar an den Ausläufern der Anden in Peru beheimatet. Es wird jedoch vermutet, dass sie nur in niedrigeren Höhenlagen im Südosten Perus als Zugvogel südlich nach Bolivien zieht.

## Unterarten
Es sind folgende Unterarten bekannt:
- Hydropsalis torquata torquata (Gmelin, JF, 1789)[3] kommt im südlichen Suriname, in Brasilien und dem östlichen Peru vor.
- Hydropsalis torquata furcifer (Vieillot, 1817)[4] ist im südlichen Peru über das südliche Brasilien bis ins zentrale Argentinien verbreitet. Die Unterart ist größer als die Nominatform und wirkt generell blasser. Der Nackenkragen ist normalerweise gelbbraun.[1]

## Etymologie und Forschungsgeschichte
Die Erstbeschreibung der Scherenschwanz-Nachtschwalbe erfolgte 1789 durch Johann Friedrich Gmelin unter dem wissenschaftlichen Namen Caprimulgus torquatus. Als Verbreitungsgebiet gab er Brasilien an.  1832 führte Johann Georg Wagler die neue Gattung Hydropsalis für die Scherenschwanz-Nachtschwalbe-Unterart Hydropsalis torquata furcifer sowie das Synonym Caprimulgus psalurus Temminck, 1822 ein. Der Begriff Hydropsalis ist ein Wortgebilde aus altgriechisch ὑδρο, ὑδωρ, ὑδατος hydro-, hydōr, hydatos, deutsch ‚-wässrig, Wasser‘ und altgriechisch ψαλις, ψαλιδος psalis, psalidos, deutsch ‚-Schere‘. Der Artname torquata hat seinen Ursprung in lateinisch torquatus, torques,  torquere ‚-kragig, Kragen, drehen‘. Furcifer bildet sich aus lateinisch furca ‚Gabel mit zwei Zacken‘ und lateinisch ferre, -fera ‚tragen, -tragend‘, psalurus aus altgriechisch ψαλις, ψαλιδος psalis, psalidos, deutsch ‚-Schere‘ und altgriechisch -ουρος, ουρα -ouros, oura, deutsch ‚-schwänzig, Schwanz‘. Ein weiteres Synonym Caprimulgus brasilianus Gmelin, JF 1789 bezieht sich auf Brasilien. Alfred Laubmann hatte für sein Werk Die Vögel von Paraguay keinen Balg zur Verfügung. Außer ein von Alfredo Borelli (1858–1943) bei Paraguarí gesammelten Exemplar, das von Tommaso Salvadori beschrieben wurde, sah er in Puerto Bertoni durch Arnaldo de Winkelried Bertoni und am Unterlauf des Río Pilcomayo durch John Graham Kerr in der Literatur weiteren Nachweis für Paraguay. Vieillots und Temmincks Beschreibungen sind auf Ibiyau del cola tixera von Félix de Azara zurückzuführen.